# Urszula Stachewicz
Urszula Stachewicz (ur. 1980) – polska inżynier, doktor habilitowana nauk technicznych, profesor Akademii Górniczo-Hutniczej w Krakowie pracująca na Wydziale Inżynierii Metali i Informatyki Przemysłowej, stypendystka „Polityki” w 2016.
Zajmuje się badaniem różnorodnych materiałów, w tym biomateriałów będących podstawą współczesnej inżynierii tkankowej, stosując przy tym zaawansowane metody mikroskopowe. Dzięki jej badaniom ma być możliwe wykorzystanie nanowłókien do leczenia ubytków kostnych bądź zmian zwyrodnieniowych kości oraz tkanki chrzęstnej. Inspirując się rozwiązaniami konstrukcyjnymi występującymi w przyrodzie, jak w liściach czy pajęczych sieciach, pracuje nad poprawą efektywności kolektorów pozyskujących wodę z mgły, poprzez zastosowanie nanowłókien.